# Florensac
Florensac este o comună în departamentul Hérault din sudul Franței. În 2009 avea o populație de 4.757 de locuitori.

## Evoluția populației
| An        | 1975  | 1982  | 1990  | 1999  | 2006  | 2009  |
| --------- | ----- | ----- | ----- | ----- | ----- | ----- |
| Populație | 2.917 | 3.064 | 3.583 | 3.859 | 4.548 | 4.757 |